# Beryl's
Beryl's Chocolate(英語：Beryl's Chocolate and Confectionery Sdn Bhd)，是一家位於馬來西亞的巧克力製造和零售公司。該公司1987年在雪蘭莪州蒂莎沙登由Ting Sii Liong成立，最初名為Real Chocolate Industry，2000年更名為現名。公司產品涵蓋牛奶巧克力、黑巧克力、白巧克力，以及一些獨特的口味，如榴蓮、芒果和草莓口味，包裝形式包括巧克力棒、什錦裝和禮盒套裝。

## 歷史
Beryl's Chocolate的前身Real Chocolate Industry于1995年在马来西亚沙登成立。初期，公司主要生产巧克力棒和杏仁什锦坚果牛奶巧克力等产品，并通过超市和免税店进行销售。1999年，由于市场需求增长，公司迁至雪兰莪州沙登工业区的新工厂，该工厂至今仍是Beryl's的总部和主要生产设施所在地。
2000年，公司正式更名为Beryl's Chocolate and Confectionery Sdn Bhd。2005年，Beryl's在沙登工厂开设了首家零售店Beryl's Chocolate Wonderland。2007年，公司开始将产品出口至日本、中国、韩国、越南、印尼、菲律宾和新加坡等国际市场，逐步扩大其全球影响力。2008年，Beryl's在万宜开设了第二个全功能生产设施，并推出Beryl's Gourmet系列，专注于为食品行业提供高品质的巧克力原料和解决方案。2013年，公司在沙登开设了Beryl's Cookie Factory，专注于饼干和其他糖果制品的生产。